# New York Rangers
New York Rangers este o echipă profesionistă americană de hochei pe gheață cu sediul în cartierul Manhattan din New York City. Echipa concurează în Divizia Metropolitană a Conferinței de Est din NHL. Rangers joacă meciurile de pe teren propriu la Madison Square Garden, o arenă pe care o împarte cu New York Knicks din National Basketball Association (NBA). Este una dintre cele trei echipe din NHL situate în zona metropolitană New York; celelalte fiind New Jersey Devils și New York Islanders.
Fondată în 1926 de Tex Rickard, Rangers este una dintre cele șase echipe originale care au concurat în NHL înainte de extinderea din 1967, alături de Boston Bruins, Chicago Blackhawks, Detroit Red Wings, Montreal Canadiens și Toronto Maple Leafs. Echipa a avut succes încă de la început sub îndrumarea lui Lester Patrick, care a antrenat o echipă în care se aflau Frank Boucher, Murray Murdoch și Bun și Bill Cook pentru a câștiga Cupa Stanley în 1928, devenind astfel prima franciză NHL din Statele Unite care a câștigat trofeul. Echipa avea să câștige apoi alte două Cupe Stanley în 1933 și 1940.
După această perioadă de grație inițială, franciza s-a chinuit între anii 1940 și 1960, în care aparițiile în playoff și succesele au fost rare. Echipa s-a bucurat de o mini-renaștere în anii 1970, când a ajuns de două ori în finala Cupei Stanley, pierzând în fața celor de la Bruins în 1972 și a celor de la Canadiens în 1979. Ulterior, Rangers a adoptat o reconstrucție în cea mai mare parte a anilor 1980 și la începutul anilor 1990, care a dat roade în cele din urmă în 1994, când echipa, condusă de Mark Messier, Brian Leetch, Adam Graves și Mike Richter a cucerit a patra Cupa Stanley.
Mai mulți foști membri ai echipei Rangers au fost incluși în Hockey Hall of Fame, dintre care patru - Buddy O'Connor, Chuck Rayner, Andy Bathgate și Messier - au câștigat Trofeul Hart în timp ce jucau pentru echipă.